# Monterey Boats
Monterey Boats är en amerikansk tillverkare av fritidsbåtar startad 1985. Företaget har sitt säte i Willston, Florida.

## Historik
Monterey Boats grundades 1985 i LaCrosse, norr om Orlando i Florida, USA, av bröderna Charles och Jeff Marshall. I början tillverkade de endast två mindre båtmodeller, båda 19 fot (5,8 meter). År 1989 lanserade företaget sin första familjebåt och i mitten av 1990-talet ett utökat sortiment med flera modeller, från mindre sportbåtar till större lyxyachter. 
Efter några år öppnades tillverkningsanläggningar även i Archer och Williston några mil söder om LaCrosse och 1999 slogs de tre tillverkningsenheterna ihop till en större anläggning i Williston. 